# The Burlington Magazine
The Burlington Magazine é uma publicação mensal que cobre as belas e artes decorativas de todos os períodos. Estabelecida em 1903, é a revista de arte mais antiga em língua inglesa. É publicada por uma organização beneficente desde 1986. Desde 2018, também publica a plataforma online de arte contemporânea de acesso aberto, Burlington Contemporary.

## História
A revista foi estabelecida em 1903 por um grupo de historiadores de arte e conhecedores que incluía Roger Fry, Herbert Horne, Bernard Berenson e Charles Holmes. Seus editores mais estimados  foram Roger Fry (1909–1919), Herbert Read (1933–1939) e Benedict Nicolson (1948–1978). A estrutura da revista foi vagamente baseada em sua contemporânea britânica The Connoisseur, que era principalmente direcionada a colecionadores e tinha fortes conexões com o mercado de arte. The Burlington Magazine, entretanto, adicionou à tradição vitoriana tardia de crítica baseada no mercado novos elementos de pesquisa histórica inspirados nos principais periódicos acadêmicos alemães, criando assim uma fórmula que permaneceu quase intacta até hoje: uma combinação de pesquisa histórica de arte baseada em arquivos e objetos formalistas, justaposta a artigos sobre itens de colecionadores e coleções privadas, animada com notas sobre notícias de arte atual, exposições e vendas. A suntuosidade desta publicação quase imediatamente criou problemas financeiros e em janeiro de 1905 Fry embarcou em uma turnê americana para encontrar patrocínio e garantir a sobrevivência da revista, que ele rapidamente reconheceu como uma revista para o desenvolvimento do estudo da história da arte.

## Conteúdo
Desde seu primeiro editorial, The Burlington Magazine apresentou-se como uma síntese de tradições opostas – historicismo versus esteticismo e acadêmica versus comercial – definindo-se como expoente do "Epicurismo Austero". Contra a percebida "mesmice" do panorama da arte contemporânea, The Burlington Magazine deveria atuar como um guia desinteressado, direcionando a atenção do público para a arte de alta qualidade oferecida tanto no mercado quanto em ambientes institucionais e educando seus leitores sobre as qualidades elevadoras da arte antiga. Os editores e colaboradores da The Burlington Magazine faziam parte da esfera institucional de museus e academia e, no entanto, diferentemente de seus colegas alemães, eles participavam do mundo emergente das galerias comerciais. A revista permaneceu independente de qualquer instituição e, ainda assim, foi instrumental no estabelecimento da história da arte acadêmica na Grã-Bretanha: sua dinâmica dialética entre mercado e instituição contribuiu para a criação de uma publicação original e multifacetada.
The Burlington Magazine foi fundada como uma revista de arte antiga, mas já em sua primeira década, especialmente sob a edição de Fry, artigos sobre arte moderna tornaram-se proeminentes. Os tópicos cobertos em detalhes foram: Paul Cézanne e o Pós-Impressionismo em um debate entre Fry e D. S. MacColl, um debate sobre um busto de Flora atribuído a Leonardo da Vinci e posteriormente descoberto como uma falsificação, e o papel da pesquisa de arquivo na reconstrução histórica da arte, com contribuições de Herbert Horne e Constance Jocelyn Ffoulkes.
The Burlington Magazine, especialmente em suas primeiras décadas, também estava preocupada com a definição e desenvolvimento da análise formal e do conhecimento especializado nas artes visuais e consistentemente observou, revisou e contribuiu para o corpo de atribuições a vários artistas, notavelmente Rembrandt, Poussin e Caravaggio. A revista também teve muitas contribuições notáveis de artistas visuais sobre outros artistas, notavelmente Walter Sickert sobre Edgar Degas.

## Produção
A revista é publicada mensalmente e apresenta uma variedade diversificada de escritores. As primeiras edições da The Burlington Magazine foram impressas em papel de alta qualidade, tinham uma tipografia projetada por Herbert Horne e eram ricamente ilustradas com fotografias em preto e branco, muitas pelo fotógrafo de artes e ofícios Emery Walker.

## Editores
- Robert Dell: março–dezembro de 1903
- Charles Holmes e Robert Dell: janeiro de 1904 – outubro de 1906
- Charles Holmes: outubro de 1906 – setembro de 1909
- Harold Child Editor Assistente com o conselho de um Comitê Consultivo: outubro e novembro de 1909
- Roger Fry e Lionel Cust: dezembro de 1909 – dezembro de 1913
- Roger Fry, Lionel Cust e More Adey: janeiro de 1914 – maio de 1919
- John Hope-Johnstone: julho de 1919 – dezembro de 1920
- Robert R. Tatlock: início de 1921 – 1933
- Herbert Read: 1933–1939
- Albert C. Sewter: 1939–1940
- Tancred Borenius: 1940–1944
- Edith Hoffmann (Editora Assistente que dirigiu a Revista com conselhos de Read): 1944–1945
- Ellis Waterhouse editor interino (a revista estava oficialmente sem editor): 1945–1947
- Benedict Nicolson: 1947 – julho de 1978
- Conselho Editorial de Diretores: agosto–outubro de 1978
- Terence Hodgkinson: novembro de 1978 – agosto de 1981
- Neil MacGregor: setembro de 1981 – fevereiro de 1987
- Caroline Elam: março de 1987 – julho de 2002
- Andrew Hopkins: agosto de 2002 – dezembro de 2002
- Richard Shone e Bart Cornelis (editores conjuntos): janeiro de 2003 – março de 2003
- Richard Shone: março de 2003 – setembro de 2015
- Frances Spalding: setembro de 2015 – agosto de 2016[15]
- Jane Martineau: editora interina agosto de 2016 – maio de 2017[16]
- Michael Hall: maio de 2017 – dezembro de 2023[17][18]
- Christopher Baker: janeiro de 2024 – presente[19]